# Cryptophagus pilosus
Cryptophagus pilosus es una especie de escarabajo del género Cryptophagus, familia Cryptophagidae. Fue descrita científicamente por Gyllenhal en 1827.
Holártico, posiblemente de distribución cosmopolita. Mide 2-3.2 mm. Se encuentra en material vegetal en descomposición y también en lugares donde hay moho y hongos.

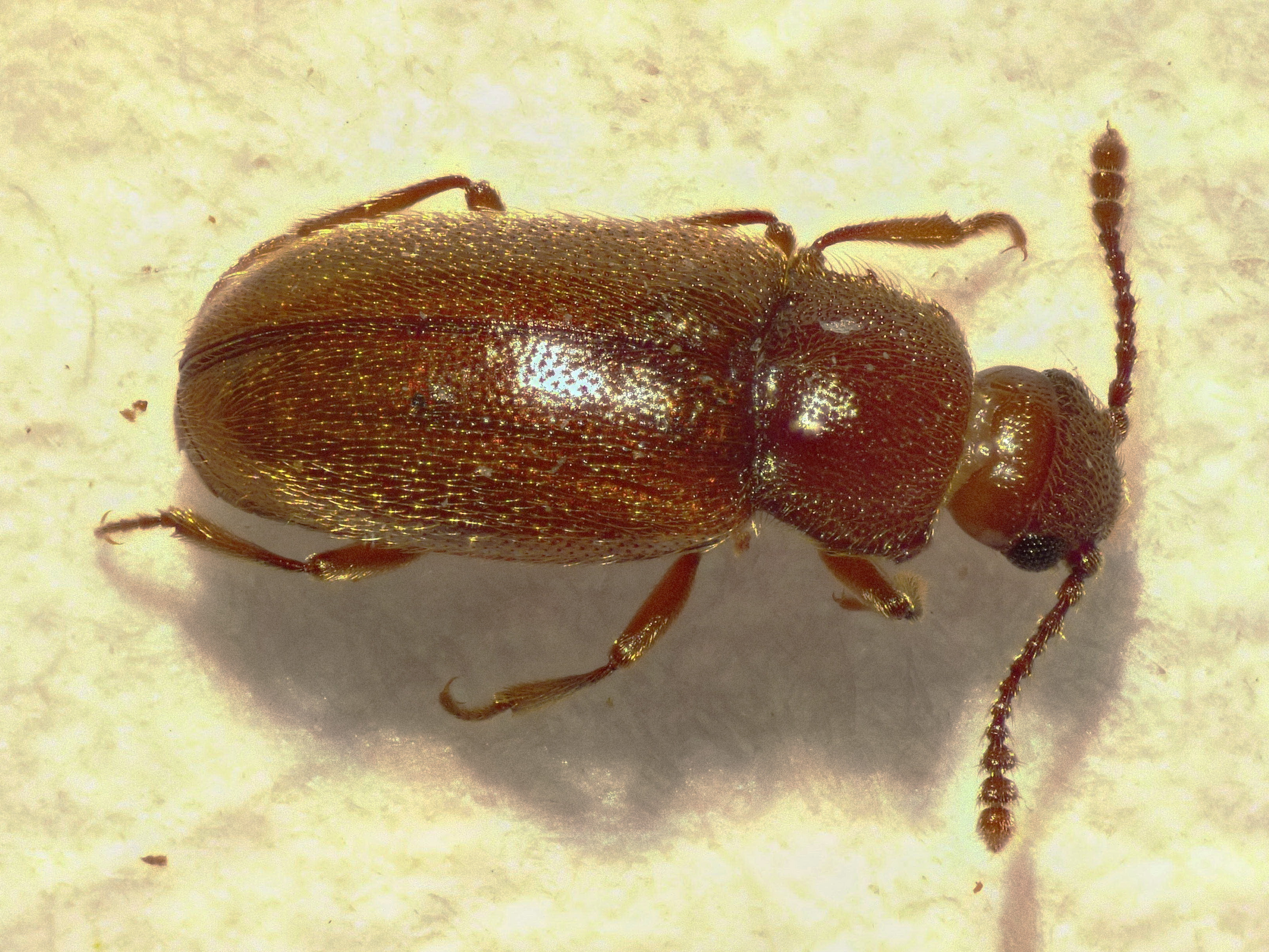
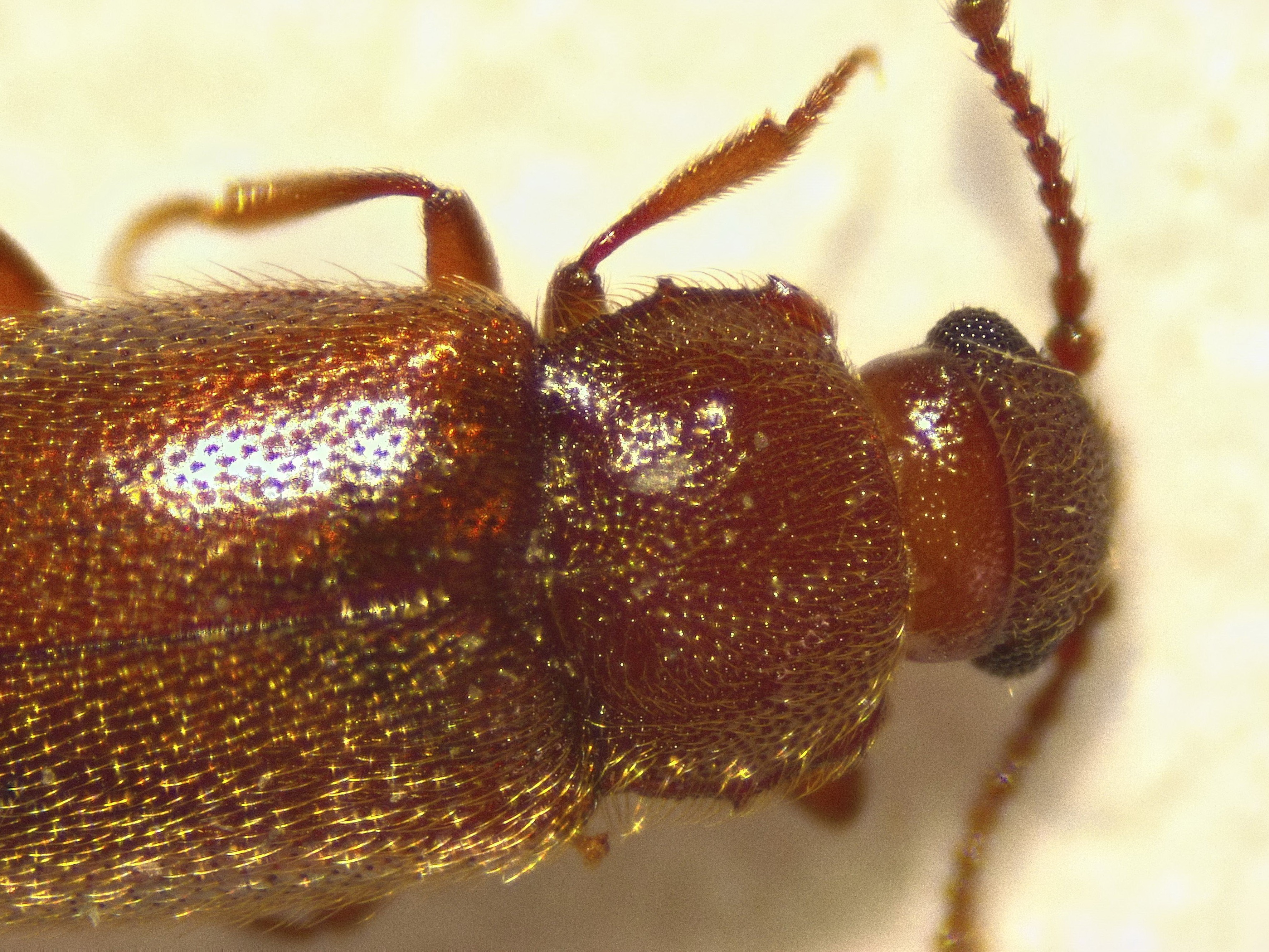
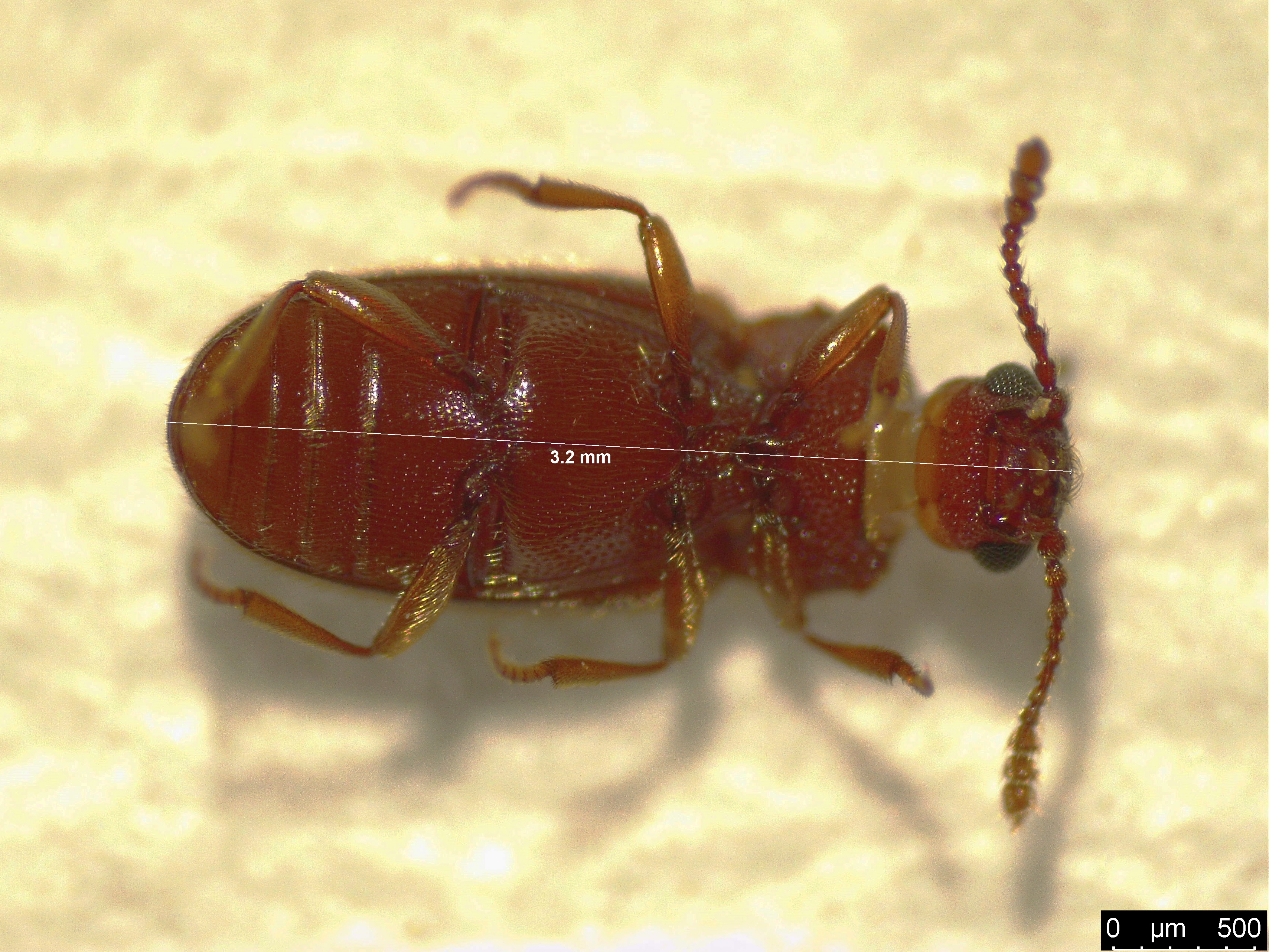